# Георге Чолак
Георге Чолак (рум. Gheorghe Ciolac, 10 серпня 1908, Комлошу-Маре, Австро-Угорщина — 13 квітня 1965, Тімішоара, Румунія) — румунський футболіст, що грав на позиції нападника, зокрема, за клуб «Ріпенсія», а також національну збірну Румунії.
Чотириразовий чемпіон Румунії. Дворазовий володар Кубка Румунії. 

## Клубна кар'єра
У футболі дебютував виступами за команду «Банатул» з Тімішоари, в якій провів шість сезонів. 
1930 року перейшов до клубу «Ріпенсія», за який відіграв 11 сезонів.  У складі «Ріпенсії» був одним з головних бомбардирів команди, маючи середню результативність на рівні 0,4 голу за гру першості. За цей час чотири рази виборював титул чемпіона Румунії, ставав володарем Кубка Румунії (двічі). Завершив професійну кар'єру футболіста виступами за «Ріпенсію» зігравши останній матч 15.06.1941 року.
| Дата            | Місто     | Господарі | Результат | Гості          | Турнір                      | Голи | Примітки |
| --------------- | --------- | --------- | --------- | -------------- | --------------------------- | ---- | -------- |
| 6 травня 1928   | Белград   | Югославія | 3 – 1     | Румунія        | товариський матч            | -    |          |
| 21 квітня 1929  | Бухарест  | Румунія   | 3 – 0     | Болгарія       | товариський матч            | 3    |          |
| 10 травня 1929  | Бухарест  | Румунія   | 2 – 3     | Югославія      | товариський матч            | -    |          |
| 15 вересня 1929 | Софія     | Болгарія  | 2 – 3     | Румунія        | товариський матч            | -    |          |
| 6 жовтня 1929   | Бухарест  | Румунія   | 2 – 1     | Югославія      | Балканський кубок 1929-1931 | 1    |          |
| 4 травня 1930   | Белград   | Югославія | 2 – 1     | Румунія        | товариський матч            | -    |          |
| 12 жовтня 1930  | Софія     | Болгарія  | 5 – 3     | Румунія        | Балканський кубок 1929-1931 | -    |          |
| 23 серпня 1931  | Варшава   | Польща    | 2 – 3     | Румунія        | товариський матч            | -    |          |
| 26 серпня 1931  | Каунас    | Литва     | 2 – 4     | Румунія        | товариський матч            | -    |          |
| 28 червня 1932  | Белград   | Греція    | 0 – 3     | Румунія        | Балканський кубок 1932      | 1    |          |
| 4 червня 1933   | Бухарест  | Румунія   | 7 – 0     | Болгарія       | Балканський кубок 1933      | 3    |          |
| 8 червня 1933   | Бухарест  | Румунія   | 1 – 0     | Греція         | Балканський кубок 1933      | -    |          |
| 11 червня 1933  | Бухарест  | Румунія   | 5 – 0     | Югославія      | Балканський кубок 1933      | 1    |          |
| 29 квітня 1934  | Бухарест  | Румунія   | 2 – 1     | Югославія      | Відбір до ЧС 1934           | -    |          |
| 14 жовтня 1934  | Львів     | Польща    | 3 – 3     | Румунія        | товариський матч            | 1    |          |
| 27 грудня 1934  | Афіни     | Греція    | 2 – 2     | Румунія        | Балканський кубок 1934-1935 | 1    |          |
| 30 грудня 1934  | Афіни     | Болгарія  | 2 – 3     | Румунія        | Балканський кубок 1934-1935 | 1    |          |
| 25 серпня 1935  | Ерфурт    | Німеччина | 4 – 2     | Румунія        | товариський матч            | -    |          |
| 1 вересня 1935  | Стокгольм | Швеція    | 7 – 1     | Румунія        | товариський матч            | -    |          |
| 10 травня 1936  | Бухарест  | Румунія   | 3 – 2     | Югославія      | товариський матч            | -    |          |
| 17 травня 1936  | Бухарест  | Румунія   | 5 – 2     | Греція         | Балканський кубок 1936      | -    |          |
| 24 травня 1936  | Бухарест  | Румунія   | 4 – 1     | Болгарія       | Балканський кубок 1936      | 1    |          |
| 4 жовтня 1936   | Бухарест  | Румунія   | 1 – 2     | Угорщина       | товариський матч            | -    |          |
| 18 квітня 1937  | Бухарест  | Румунія   | 1 – 1     | Чехословаччина | товариський матч            | -    |          |
| Усього          |           | Матчів    | 24        |                | Голів                       | 13   |          |

Помер 13 квітня 1965 року на 57-му році життя.

## Титули і досягнення
- Чемпіон Румунії (4):

«Ріпенсія»: 1932-1933, 1934-1935, 1935-1936, 1937-1938
- Володар Кубка Румунії (2):

«Ріпенсія»: 1933-1934, 1935-1936
- Румунія

Переможець Балканського Кубка (2): 1929–31, 1933